# Långnäs (Åland)
Långnäs est un port maritime, situé sur la péninsule du même nom, dans la municipalité de Lumparland.
Il se trouve à environ 30km de Mariehamn, sur la côte est de Fasta Åland.